# جهانشاه جاوید
جهانشاه جاوید (زاده ۱۲ اسفندماه ۱۳۴۰) روزنامه‌نگار ایرانی و بنیان‌گذار و سردبیر نشریات آنلاین ایرانیان دات کام و ایرون دات کام است.
جاوید در آبادان به دبستان و مدرسه راهنمایی رفت. پدربزرگ او ابوالقاسم بختیار مؤسس دانشکده پزشکی دانشگاه تهران بود. ۱۴ساله بود که برای تحصیل در دبیرستان خصوصی تاچر به جنوب کالیفرنیا فرستاده شد. جاوید در سال ۱۳۵۹ به عنوان مترجم به خبرگزاری جمهوری اسلامی پیوست و تا اواسط دهه ۹۰ میلادی در آنجا کار کرد. در سال ۱۹۹۰ ایران را ترک کرد و شروع به تحصیل روزنامه‌نگاری و ارتباطات در دانشگاه نیومکزیکو در آلبوکرکی و بعدها کالج هانتر در نیویورک کرد و در سال ۱۹۹۵ مدرک کارشناسی خود را در رشتهٔ مطالعات رسانه‌ای از این کالج دریافت کرد.
در ژوئیه ۱۹۹۵ او ایرانیان دات کام، مجله‌ای آنلاین دربارهٔ ایران و ایران‌ها، را آغاز کرد. در سال ۲۰۱۲ سهم خود از این وبسایت را فروخت و یک نشریه آنلاین جدید به نام ایرون دات کام را آغاز کرد.
او هم‌اکنون در شهر کوسکو واقع در پرو زندگی و کار می‌کند.